# 알샤티 난민캠프
알샤티 난민캠프는 1948년 아랍-이스라엘 전쟁 중 이스라엘군에 의해 피난을 가거나 추방된 약 23,000명의 팔레스타인인을 위해 1948년에 설립된 난민캠프이다. 여기에는 하수 시스템, 건강 센터, 학교 23개(초등학교 17개, 중학교 6개)가 있다. 면적은 0.52km2로 2023년 기준 세계에서 인구 밀도가 가장 높은 곳 중 하나였다.

## 같이 보기
- 알샤티 난민 캠프 공습